# Tortanus ampliramus
Tortanus ampliramus is een eenoogkreeftjessoort uit de familie van de Tortanidae. De wetenschappelijke naam van de soort is voor het eerst geldig gepubliceerd in 2000 door Ohtsuka, El-Sherbiny & Ueda.